# Назви мінералів
Назви мінералів рос. названия минералов, англ. names of minerals, нім. Namen m pl der Minerale — назви, які надаються мінералам авторами, що відкрили і вперше описали ці мінерали.
Деякі назви мінералів вживалися ще в стародавні часи (наприклад, алмаз, кварц, гіпс). Більшість назв мінералів утворена від грецьких слів за допомогою суфіксів -ит або -іт. Велику кількість назв дано за прізв. вчених та ін. (вернерит, гаусманніт, вернадськіт тощо) або взято з міфології (поллуцит, торит). Багато мінералів названо за місцем знаходження (арагоніт, везувіан, ільменіт та ін.).
Часто назва надається за хім. складом або ін. характерними властивостями мінералів, наприклад:
- за хім. складом — содаліт, манґаніт, натроборокальцит;
- за загальним виглядом кристалів — скаполіт від грецьк. «скапос» — стрижень або стовп і «літос» — камінь; аксиніт — від грецьк. «аксине» — сокира;
- за характером агрегатів — астрофіліт — від грецьк. «астрон» — зірка і «філлон» — лист;
- за характером спайності — анортит — від грецьк. «анортос» — непрямий;
- за кольором — рутил — від лат. rutilus (червонуватий).

Інколи один і той самий мінерал має кілька назв-синонімів.
Для різновидів мінералів, які є крайніми членами ізоморфного ряду (одного мінерального виду), вживаються відповідні прикметники, які додаються до назви самого мінералу (наприклад, для арсенопіриту, який містить кобальт, — арсенопірит кобальтистий; для повеліту, який містить вольфрам, — повеліт вольфрамистий; для мінерального виду олівіну, склад якого змінюється від Fe2[SiO4] до Mg2[SiO4] і Mn2[SiO4], — олівін залізистий, магніїстий і манґанистий відповідно).
Найбільшу кількість назв мінералів запропонували Авраам Вернер, Рене-Жюст Аюї, Август Брайтгаупт, Вільгельм Гайдінгер, Франсуа Бедан, Густав Розе, Іоганн Гаусманн, Джеймс Дана, Чарльз Шепард, Густав Кеннготт.